# 王明月 (1938年)
王明月（1938年2月—），又名王灭，四川蓬安人，中國畫家、美術評論家。擅长版画及中国画。

## 生平
1959年毕业于重庆师范学院。历任四川省美术家协会副秘书长、四川省美术馆副馆长及神州版画博物馆副馆长。1998年被聘为四川省文史研究馆馆员。為國家一級美術師。

## 作品
作品有《秋》、《出击》、《火海》、《集市》、《晨》、《川剧人物》等。曾入选全国版画展。获全国版协五六十年代优秀版画家、鲁迅版画奖。发表论文百余篇。出版有写生集、画册等数种。